# Hans-Dieter Mück
Hans-Dieter Mück (* 12. November 1947 in Stuttgart) ist ein deutscher Kunsthistoriker und Sachbuchautor.

## Leben
Nach dem Gymnasium, das Mück in Stuttgart und Stockholm absolvierte, war er von 1968 bis 1969 Mitarbeiter der Werkkunstschule in Kassel und der documenta. Von 1969 bis 1975 folgte ein Studium der Germanistik, Anglistik, Kunstgeschichte und Philosophie an der Universität in Stuttgart; 1969 bis 1970 besuchte er zugleich die Akademie der Bildenden Künste in Stuttgart. Im Jahr 1975 folgte ein London-Aufenthalt und die wissenschaftliche Prüfung für das Lehramt an Gymnasien. 1979 wurde Mück an der Universität Stuttgart promoviert.
Von 1975 bis 1978 war Mück als wissenschaftlicher Mitarbeiter in der Redaktion der Zeitschrift Germanistik (Tübingen) tätig, anschließend bis 1984 als wissenschaftlicher Mitarbeiter im Schiller-Nationalmuseum und im Deutschen Literaturarchiv in Marbach am Neckar. Von 1984 bis 1989 leitete er die Städtische Galerie und das Kulturamt der Stadt Böblingen. Seit 1989 geht er einer freiberuflichen Tätigkeit als Kurator im In- und Ausland nach.
Mück veröffentlichte zahlreiche kunstwissenschaftliche Sachbücher. 1997 erhielt er den Preis des Thüringer Landtagspräsidenten für die Dokumentation Max Beckmann und Thüringen.

## Sachbücher
- Gesammelte Vorträge der 600-Jahrfeier [Sechshundert-Jahrfeier] Oswalds von Wolkenstein Seis am Schlern 1977; d. Edeln unserm sunderlieben getrewn Hern Oswaltten von Wolkchenstain. (= Göppinger Arbeiten zur Germanistik. Band 206). Kümmerle Verlag, 1978, ISBN 3-87452-352-7.
- Schriften zur Marbacher Stadtgeschichte. Schillers Elternhaus in Marbach am Neckar. Zeugnisse über seine Familie 1749–1764. Band 4. Schillerverein, Marbach 1984.
- als Hrsg. mit Jürgen Kühnel, Ursula Müller und Ulrich Müller: Mediävistik und Psychologie: Gesammelte Beiträge de Steinheimer Symposions (= Göppinger Arbeiten zur Germanistik. Band 431). Kümmerle Verlag, Göppingen 1985, ISBN 3-87452-661-5.
- Volkskultur des europäischen Spätmittelalters. Kröner Verlag, 1987, ISBN 3-520-66201-9.
- Stuttgarter Sezession – Ausstellungen 1923 – 1932 / 1947. Städtische Galerie Böblingen, Galerie Schlichtenmaier (2 Bände, zusammen mit Harry Schlichtenmaier), Stuttgart 1987, ISBN 3-89298-009-8.
- Malbriefe HAP Grieshabers an Wilhelm Geyer 1942–1963. edition m, Marbach 1988.
- als Hrsg. mit Jürgen Kühnel, Ursula Müller und U. Müller: Mittelalter-Rezeption III: Gesammelte Vorträge des 3. Salzburger Symposions „Mittelalter, Massenmedien, Neue Mythen“. Kümmerle Verlag, Göppingen 1988 (= Göppinger Arbeiten zur Germanistik. Band 479), ISBN 3-87452-715-8.
- Roter 'Verschwörerwinkel' am Grünen Weg. Der 'Uracher Kreis' Karl Raichles: Sommerfrische für Revolutionäre des Worts, 1918–1931. Bad Urach 1991.
- Magie der Realität, Magie der Form – Eine Hommage für Franz Roh. ArteFact, 2000, ISBN 3-9805796-8-9.
- Alles OK – Oskar Kokoschka Schule des Sehens. Artefact, 2003, ISBN 3-935144-07-5.
- als Hrsg. mit Dieter W. Posselt: Einfach, eigen, einzig - Otto Mueller, 1874 - 1930 : Wegbereiter der "Künstlergruppe Brücke" und deren "selbstverständliches Mitglied"; Begleitbuch; zu den Ausstellungen der Otto Mueller-Gesellschaft e. V. (Weimar) in Zwickau, in Heilbronn und in Duisburg 2012/2013. ARTeFAKT, 2012
- Künstler in Weimars Kunstschule 1860–1919: Im Kontext der Kulturpolitik des Weimarer Fürstenhauses von Anna Amalia bis Wilhelm Ernst 1756–1918. 2018, ISBN 978-3-7374-0265-1.
- Friedrich Hölderlin 1770–1843. Chronik: Leben – Werke – Dokumente. Weimarer Verlagsgesellschaft, 2020, 2 Bände. Band I: 1770–1795, ISBN 978-3-7374-0286-6. Band II: 1795–1843, ISBN 978-3-7374-0287-3.